# Czechgun Gladiator
Czechgun Gladiator (od října 2019 DETONICS GLADIATOR) je dvouhlavňová perkusní pistole s DAO (double action only) jednospoušťovým mechanismem a automatickou selekcí zápalníků. Je vyráběna v České republice pomocí CNC obrábění. Czechgun Gladiator je do jisté míry evolucí klasického derringeru, jehož vlastnosti byly vylepšeny a chyby naopak odstraněny. Cílem konstrukce byla spolehlivost, odolnost a především jednoduché ovládání. Mechanizmus pistole je poměrně unikátní, podobný systém používají ve světě pouze dvě další firmy (Heizer Defense a DoubleTap defense), nikoliv však u perkusních pistolí.
K použití stačí u pistole pouze nabít obě hlavně a poté již jen dvakrát zmáčknout spoušť. Není nutné natahovat kohouty, ani ručně přesouvat selektory pistonů, jak tomu bylo u starších modelů derringerů. Zde je uživatelská operace omezena pouze na nabití a dvojitý výstřel.
Dalším vývojem došlo k rozšíření nabídky zbraně i v rážích jednotných nábojů, takže pistole je k dispozici v mnoha funkčních variantách i pro uživatele, kteří perkusní variantu nepreferují.

## Vlastnosti základní řady
- Volně prodejné svéprávným osobám starším 18 let s bydlištěm v ČR (zbraň kategorie D, od února 2021 zbraň kategorie C-1)
- Dvě hlavně ráže .45" (11,4 mm) nebo .50" (12,7 mm)
- Minimum ovládacích prvků (pouze zámek hlavně a spoušť)
- Samočinná selekce zápalníků
- Plně kryté zápalky
- Hlaveň vyrobena z jakostní ocele a rám z vysokopevnostního duralu 7075 T6
- Kompletně vyrobeno pomocí CNC technologie z monobloků materiálu
- Propracovaná ergonomie těla zbraně
- Velmi plochý design pro pohodlné skryté nošení

## Historie vzniku
V roce 2014 začal český amatérský konstruktér Jiří Šejna s vývojem originální kompaktní dvouranné pistole s perkusním systémem. Napodobit nějakou existující perkusní pistoli nechtěl, neboť na trhu v zásadě neexistovala žádná, která by byla snadno použitelná, jednoduchá a dostatečně kvalitní. Proto se rozhodl přehodnotit svůj pohled na design perkusní zbraně a začal hledat inspiraci spíše ve světě zbraní na jednotný náboj.
Po třech letech se mu, na základě inspirace americkou pistolí  Double Tap, podařilo vyvinout základ funkčního a prakticky bezúdržbového systému perkusního zápalu s dvěma nad sebou umístěnými hlavněmi. Tento systém, nezávisle na střelci, střídá iniciaci horní a dolní hlavně a tím umožňuje snadné ovládání a pohotovou střelbu. Při téměř ukončeném vývoji základního systému se ale další konstrukce zcela zastavila. Projekt se ukázal být příliš složitý a finančně náročný a mladému technikovi nezbývalo nic jiného, než téměř hotový prototyp uložit do šuplíku.
Počátkem roku 2017 došlo k oslovení Jiřího Šejny zástupcem české společnosti UNRRA Group s.r.o., která se, mimo jiné, zabývá konstrukcí a výrobou příslušenství zbraní známého pod značkou D-Force. Uskutečnila se dohoda na zainvestování vývoje a dokončení projektu. Dotažení projektu do podoby funkční zbraně se ujal hlavní konstruktér Petr Fabián. Po kompletním vnějším redesignu, optimalizaci ergonomie a dokončení vnitřní konstrukce a po provedení životnostních zkoušek prototypů, zamířila pistole do výrobních prostor firmy UNRRA Group s.r.o. k sériové výrobě. Sériová výroba byla zahájena na podzim roku 2017. Na přelomu roků 2018/2019 se výroba přestěhovala do nově vybudovaných výrobních prostor v obci Pětihosty, které umožnily nárůst výroby a rozšíření modelové řady.
V tomto časovém období (přelom 2018/2019) byla uvedena na trh modelová řada "D", jejíž přepracovaný mechanizmus nyní tvoří základ všech dvouranných modelů značky Detonics.
V říjnu 2019 byl také, v souvislosti se snahou výrobce proniknout na zahraniční trhy, název pistole změněn na Detonics Gladiator. Všechny zbraně vyrobené po tomto datu již nesou nové označení.
V dubnu 2022, v souvislosti s příchodem nového firemního konstruktéra Michaela Balouna, byl spoušťový mechanizmus zbraní opět vylepšen a stal se základem nové, již třetí generace zbraní Detonics. Tento mechanizmus má hladší chod a snížený odpor spouště. Mechanizmus byl masově nasazen až u pistolí série X.

## Modelová řada
- Provedení A – prototypová ověřovací série, ráže .45" / 11,4 mm (září 2017)
- Provedení B1 – první volně prodejná série, ráže .45" / 11,4 mm (listopad – prosinec 2017)
- Provedení C1 – prodloužená rukojeť, vylepšený mechanizmus, ráže .45" / 11,4 mm (prosinec 2017 – únor 2018)
- Provedení C2 – vylepšená verze s přepracovaným designem rukojetí. Spoušťový mechanizmus zbraně je prakticky stejný jako C1. Nová je hlaveň se samočinným vystředěním vůle zámku. Pistole je vybavena vylepšenými 4D pistony, ráže .45" / 11,4 mm. V srpnu 2018 dostala tato verze stejnou ochrannou vrstvu hlavně jako pozdější verze PROFESSIONAL a LUXURY (únor 2018 - prosinec 2020)
- Provedení C2 PROFESSIONAL a LUXURY – technika je stejná jako u verze C2, ale navíc je hlaveň potažena odolnou vrstvou KeramiteTM pomocí technologie carbooxynitridace, která jí dodává antikorozní vlastnosti, odolnost proti otěru a vysokou životnost vývrtu. Jedná se o obdobu povrchu Tenifer (Glock), CZ P-10 atd., ráže .45" / 11,4 mm (září 2018 - prosinec 2020)
- Provedení D1 a D1 PROFESSIONAL – kompletní vnější redesign zbraně, zaměřený na zlepšení úchopu, zvětšená ráže na .50" / 12,7 mm. Princip vnitřního mechanizmu stejný jako u verze C2, ale většina dílů je přepracována pro hladší chod a vyšší spolehlivost při znečištění. Pistole je vybavena tepelně zušlechtěnými 5D pistony (listopad 2018 - prosinec 2020)
- Provedení D2 a D2 PROFESSIONAL – oproti D1 prodloužená hlaveň o 15 mm, rukojeť prodloužená pomocí integrované plastové botky pro pohodlné držení všemi prsty. Vnitřní mechanizmus stejný, jako D1, ráže .50" / 12,7 mm (od září 2019)
- Provedení D3 a D3 Professional - kratší hlaveň z modelu D1, rám zbraně s plastovou botkou z modelu D2, ráže .50" / 12,7 mm (od března 2020)
- Provedení S1 - zbraň vychází z modelu D2, ale celý rám je vyroben z nerezavějící oceli, ráže .50" / 12,7 mm (od února 2020)
- Provedení T1 - zbraň vychází z modelu D2, ale celý rám je vyroben z titanové slitiny Grade 5. Vyrobeny pouze tři kusy, ráže .50" / 12,7 mm (únor - březen 2020)
- Provedení D4 a D4 Professional - zbraň je identická s modelem D2, jedinou odlišností je menší ráže .45" / 11,4 mm (od ledna 2021)
- Provedení D2W, D3W, D4W - zbraně vybavené pistony na brokové zápalky W209, jinak konstrukčně identické s modely D2, D3, D4 (od března 2021)
- Provedení E1 - zbraň je identická s modelem D2, jedinou odlišností je jiná ráže .410 x 63,5 mm. Zbraň této ráže je kategorie B, tj. vyžaduje zbrojní průkaz (od listopadu 2021)
- Provedení E1S - zbraň vychází z modelu E1, ale celý rám je vyroben z nerezavějící oceli, ráže .410 x 63,5 mm. Zbraň této ráže je kategorie B, tj. vyžaduje zbrojní průkaz (od května 2022)
- Provedení FL6 - zbraň s hlavní ráže 6 mm Flobert (od února 2022)
- Provedení F1 - zvětšený a prodloužený model v ráži .50" / 12,7 mm s možností instalace pažby. Je označován jako karabina nebo mikrobrokovnice (od listopadu 2020)
- Provedení F2 - zbraně vybavené pistony na brokové zápalky W209, jinak konstrukčně identické s modely F1 (od května 2021)
- Provedení F26 - rám zbraně je identický s modelem F2, hlavňový blok je v ráži 6 mm Flobert (od srpna 2022)
- Provedení FL9 - zbraň s hlavní ráže 9 mm Flobert à balle (od listopadu 2022)
- Provedení X5S a X5L - zbraň perkusní ráže .50 /12,7 mm je vybavena krátkou "S" nebou dlouhou "L" hlavní. Zbraně nové modelové řady X vychází z modelu D, ale jsou kompletně redesignovány z hlediska ergonomie i spoušťového ústrojí. Spoušť má nyní hladší chod a snížený odpor (od října 2023)
- Provedení X4L - zbraň s dlouhou "L" hlavní perkusní ráže .45 / 11,4 mm (od října 2023)
- Provedení XC - zbraň s ultrakompaktním rámem a velmi krátkou (72 mm) hlavní perkusní ráže .50 / 12,7 mm (od října 2023)
- Provedení XF6 - zbraň s hlavní ráže 6 mm Flobert (od října 2023)
- Provedení F9E - zbraň s hlavní ráže 9 mm Flobert à balle (od dubna 2024)
- Provedení F9C - zbraň s ultrakompaktním rámem a velmi krátkou (72 mm) hlavní ráže 9 mm Flobert à balle (od srpna 2024)

## Popis spoušťového mechanizmu
Po zmáčknutí spouště je přes pomocnou páku pootočena dvojitá vačka, která napne jedno kladívko. Kladívko se na konci dráhy spouště vysmekne z vačky a udeří na zápalník, který aktivuje perkusní zápalku, případně zápalku jednotného náboje a dojde k výstřelu z jedné hlavně. Po povolení spouště a opakovaném stisknutí je celý proces opakován s druhým kladívkem. V systému je integrována brzda vačky, která brání zpětnému pootočení vačky.

## Zajímavosti
- Rám zbraní Detonics Gladiator je tvořen dvěma vertikálně rozdělenými duralovými půlkami / skořepinami, ve kterých je uložen kompletní mechanizmus zbraně. Tyto půlky jsou slícovány pomocí ocelových čepů a sešroubovány k sobě. Toto řešení je v oblasti zbraní unikátní a podobné řešení lze nalézt pouze u zbraní americké firmy Kel-Tec, kde jsou ale díly rámu vyrobeny z plastu.
- Rám zbraní zařazených dle CZ práva do kategorie zbraní D nebo C-1 je unifikovaný a lze ho jednoduše osadit hlavní libovolné ráže, která je v dané modelové / designové řadě k dispozici. Tj. např. model D2 v ráži .50, lze osadit hlavní FL6 v ráži 6 mm Flobert bez nutnosti jiných úprav.